# What's the 411?
What's the 411? je debutové album americké soulové zpěvačky Mary J. Blige. S albem ji pomáhali hudebníci jako Busta Rhymes nebo Puff Daddy.

## Seznam písní
1. Leave a Message
2. Reminisce
3. Real Love
4. You Remind Me
5. Intro Talk (feat. Busta Rhymes)
6. Sweet Thing
7. Love No Limit
8. I Don't Want to Do Anything (feat. K-Ci)
9. Slow Down
10. My Love
11. Changes I've Been Going Through
12. What's the 411? (feat. Grand Puba)

## Umístění ve světě
- USA – 6. místo